# Кон'юнкціоналізація
Кон'юнкціоналізація (від лат. conjunctionis — сполучник) — перехід інших частин мови в сполучники шляхом набуття синтаксичних властивостей і категоріального значення сполучника (зв'язок слів як однорідних членів речення, предикативних частин складних речень і речень у тексті).
Кон'юнкціоналізуються:
- прислівники: поки, доки, коли, скоро, де, куди, звідки, як, так, тому. Н-д: Вже була ніч, коли вони підходили…
- займенники: що, чим, тим. Н-д: Чим далі в ліс, тим більше дров.